# 烏西奇夫西基布德基
50°43′49″N 25°5′19″E / 50.73028°N 25.08861°E
烏西奇夫西基布德基（羅馬化：Usychivski Budky）是烏克蘭的村落，位於該國西部沃倫州，由盧茨克區負責管轄，始建於1946年，面積5.8平方公里，海拔高度212米，2024年人口8，人口密度每平方公里1.38人。